# Garry Island
Garry Island är en ö i Kanada.   Den ligger i territoriet Northwest Territories, i den nordvästra delen av landet, 4 200 km nordväst om huvudstaden Ottawa. Arean är 21,1 kvadratkilometer.
Terrängen på Garry Island är platt. Öns högsta punkt är 59 meter över havet. Den sträcker sig 7,4 kilometer i nord-sydlig riktning, och 9,9 kilometer i öst-västlig riktning.
Trakten runt Garry Island består i huvudsak av gräsmarker.